# KSE Institute
KSE Institute — аналітичний центр при Київській школі економіки (KSE). Займається аналітикою, консалтингом, дослідженнями, розробляє стратегії та рекомендації щодо підтримки інноваційної економіки України. 
KSE Institute надає консалтингові послуги для державного та приватного секторів.
З початком війни Росії проти України активно співпрацює з українським урядом та аналізує інформацію про пошкоджені у війні об’єкти для міжнародних судових процесів проти РФ.

## Історія
У 2005 році KSE/EERC зі Стокгольмським інститутом перехідної економіки заснували Київський Економічний Інститут (КЕІ). Метою його створення було застосовувати наукові економічні факти до вироблення економічної політики й змінювати процес політико-творення на основі даних і фактів.
У 2013–2015 роках КЕІ був перетворений на напрям, а згодом на департамент на базі Стокгольмського інституту перехідної економіки.
У 2016–2018 роках КЕІ працював як департамент Київської школи економіки, маючи у складі кількох аналітиків та професорів. 
У 2019 році напрям КЕІ був виокремлений і перейменований на KSE Institute.
Нині структура інституту складається з 13 дослідницьких центрів та 44 експертів, серед яких PhD-спеціалісти, програмісти, колишні урядовці, консультанти. 
З моменту створення KSE Institute очолює віцепрезидентка з економіко-політичних досліджень Київської школи економіки Наталія Шаповал.
KSE Institute реалізував понад 100 дослідницьких та консультаційних проєктів.
Протягом 2021 року KSE Institute реалізував 50 проєктів, серед них — 15 соціальних (pro bono). Очікувана сума доходу близько 2 млн доларів США.
Команда інституту брала участь у підготовці та оновленні стратегії регіонального розвитку, стратегії охорони здоров’я, стратегії розвитку малого та середнього бізнесу, інвестиційної стратегії, а також брала участь у процесі перегляду Угоди про асоціацію між Україною та ЄС.
KSE Institute працює над дослідженнями та проєктами у сферах макроекономіки, фінансування охорони здоров’я, протидії COVID-19, фармацевтичного ринку, публічних закупівель, енергетики та цифрової трансформації, креативної економіки, міжнародної торгівлі, корпоративного управління, місцевого управління, регіонального розвитку та інших.
Із початком війни Росії проти України KSE Institute активно співпрацює із урядом України, оцінюючи збитки та розробляючи сценарії відновлення економіки після війни.
Спільно з Офісом Президента України та Міністерством економіки KSE Institute започаткував проєкт «Росія заплатить». Мета проєкту – зібрати інформацію про об'єкти, що були зруйновані і продовжують руйнуватися в результаті війни, яку Росія розв'язала проти України.
Інформацію про пошкоджені об’єкти через сайт [Архівовано 26 квітня 2022 у Wayback Machine.] або бот [Архівовано 14 березня 2022 у Wayback Machine.] може подати кожен. Дані верифікуються та перевіряються аналітиками KSE Institute. У подальшому ця інформація буде використана українським урядом як докази в міжнародних судах для відшкодування Росією завданих збитків.

## Структура
- Центр макроекономічного моделювання, керівник — Ігор Дейсан,[5] співзасновник — Юрій Шоломицький.[6]
- Центр вдосконалення закупівель, керівниця — Ольга Терещенко.
- Центр досліджень продовольства та землекористування, керівник — Олег Нів’євський.[7]
- Центр журналістики, керівник — Андрій Яніцький.
- Центр аналітики зовнішньої торгівлі Trade+, керівниця — Світлана Таран.
- Центр енергетичних та кліматичних досліджень, керівник — Борис Додонов.[8]

- Центр економіки охорони здоров’я, керівник — Юрій Ганиченко.
- Центр аналізу публічних фінансів та публічного управління, керівниця — Дарина Марчак.
- Центр поведінкових досліджень та комунікацій BeSmart, керівник — Володимир Вахітов.
- Напрямок соціологічних досліджень, керівник — Тимофій Брік.
- Напрямок корпоративного управління, керівник  — Андрій Бойцун.[9]
- Центр взаємодії з владою — керівниця Наталія Бойко.[10]

## Партнерство
KSE Institute співпрацює з Національним банком України, Міністерством економіки, Міністерством фінансів, Міністерством аграрної політики та продовольства, Міністерством охорони здоров’я, Міністерством цифрової трансформації, Міністерством енергетики, Міністерством інфраструктури, Міністерством захисту довкілля та природних ресурсів; великими міжнародними компаніями, серед яких ICU, VISA, великі фармацевтичні, нафтогазові, енергетичні компанії тощо.
Серед клієнтів KSE Institute: Американська бізнес-асоціація, Європейська бізнес-асоціація, низка великих юридичних та девелоперських компаній. 
Серед міжнародних організацій-партнерів: USAID, DFID, посольства США, Канади й Нідерландів, ЄБРР, Світовий банк, Комісія ЄС, IFC, ВООЗ, ПРООН та інші.

## Діяльність
Серед розробок Інституту:
- Калькулятор визначення зміни ціни на природний газ.[19]
- Розрахунок кількості співробітників, які необхідні для виконання функції (в такому випадку — закупівлі).[20]
- Дизайн аукціон: продаж проблемних кредитів.

- Комплексний аналіз перепон для створення продукції з більшою доданою вартістю.

- Аналіз ефекту відкриття даних.[21]
- Оцінка насиченості ринку певними лікарськими засобами.
- Механізм перерозподілу продукції на складах організації з мережевою структурою.
- Розробка моделі електронних каталогів та рамкових угод для закупівель.
- Розробка бізнес-процесів та політик закупівель.
- Розробка стратегії ціноутворення.
- Створення юридичної архітектури, бізнес-моделі, штатної структури організації з нуля.
- Підготовка інвестиційних проєктів для громад, які передбачають співпрацю. місцевого самоврядування та місцевого бізнесу.
- Оцінка якості даних.
- Розробка архітектури бази даних.

## Аналітичні матеріали
- Going beyond the first child: analysis of Russian mothers' desired and actual fertility Patterns [Архівовано 3 лютого 2022 у Wayback Machine.]
- Occupational choice of migrants: does NEG tell something new?
- Costs and Benefits of Labour Mobility between the EU and the Eastern Partnership Partner Countries. Country report: Ukraine [Архівовано 3 лютого 2022 у Wayback Machine.]
- Fertility Determinants in Ukraine
- Impact of services liberalization on productivity of manufacturing firms: evidence from Ukrainian firm-level data [Архівовано 3 лютого 2022 у Wayback Machine.]
- Recent Dynamics of Returns to Education in Transition Countries [Архівовано 3 лютого 2022 у Wayback Machine.]
- Effects of Ownership on Agglomeration Economies: Evidence from Ukrainian Firm Level Data [Архівовано 3 лютого 2022 у Wayback Machine.]
- Innovation, Adoption, Ownership, and Productivity: Evidence from Ukraine [Архівовано 3 лютого 2022 у Wayback Machine.]